# Friedrich Schulz
Friedrich Schulz (Nietków, 15 ottobre 1897 – Freudenstadt, 30 novembre 1976) è stato un generale tedesco durante la seconda guerra mondiale, decorato con la Croce di Cavaliere della Croce di Ferro con Fronde di Quercia e spade.

## Biografia
Nella prima guerra mondiale, nell'ottobre 1914 entrò come volontario nel Reggimento Neumark n. 54 di artiglieria da campo. Nel 1916 fu promosso sottotenente, prestò servizio nel 3º Reggimento di fanteria "Poznan" n. 58 e venne insignito con entrambe le classi della Croce di Ferro come con il Distintivo in ferro per feriti.
Dopo la fine della guerra si arruolò nella Reichswehr. Qui dapprima fu inserito come ufficiale nella 6ª Compagnia dell'8º Reggimento Prussiano di Fanteria a Głogów. Il 1º aprile 1925 fu promosso Primo Tenente (Oberleutnant) e utilizzato come Aiutante del III Battaglione a Görlitz.
Nel 1930 entrò nello staff della 4ª Divisione a Dresda e qui il 1º novembre 1931 divenne capitano (Hauptmann).
Nella seconda guerra mondiale prestò servizio inizialmente nell'OKW, ma dal 4 aprile 1940 fu Capo di stato maggiore del XXXXIII Corpo d'Armata. In questa funzione prese parte alla Campagna di Francia e alla guerra contro l'Unione Sovietica.
Friedrich Schulz nel luglio 1942 fu promosso Maggior generale e il 27 novembre dello stesso anno divenne capo di Stato Maggiore del Gruppo di Armate del Don. Nella primavera del 1943 assunse il comando della 28ª Divisione Cacciatori, a luglio fu promosso Tenente Generale. A novembre fu nominato Comandante generale del III Corpo corazzato. In seguito gli fu affidato nel febbraio 1944 il comando del 59º Corpo d'Armata. Il 1º aprile 1944 fu promosso Generale di fanteria e ricevette il comando del XXXXVI Corpo corazzato. Nel luglio 1944 assunse il comando della 17ª Armata. Nell'aprile 1945 fu nominato infine comandante del Gruppo di Armate G, quindi poche settimane dopo del Gruppo di Armate C, che il 2 maggio 1945 capitolò. Subito dopo assunse nuovamente il comando del Gruppo di Armate G, con il quale il 5 maggio a Baldham presso Monaco infine capitolò di fronte alla 7ª Armata statunitense con effetto 6 maggio.
Schulz rimase fino al 1946 prigioniero di guerra degli Stati Uniti d'America.